# Лев Борис Давидович
Бори́с Дави́дович Лев (17 квітня 1911 — 20 листопада 1971) — радянський військовик часів Другої світової війни, командир 4-го гвардійського стрілецького полку 6-ї гвардійської стрілецької дивізії (13-та армія, Центральний фронт). Герой Радянського Союзу (1943).

## Біографія
Народився 17 квітня 1911 року в селі Тишківка Єлизаветградського повіту Херсонської губернії (нині Добровеличківський район Кіровоградської області) в родині робітника. Єврей. Трудовий шлях розпочав у 1922 році на Єлизаветградському млині. У 1927 році вступив до школи ФЗУ, у 1930 році закінчив Дніпропетровський борошномельний технікум. Працював інструктором виробничого навчання при механічному комбінаті, інструктором міської ради, уповноваженим Зинов'євського окружкому КП(б)У на селі. Член ВКП(б) з 1931 року.
До лав РСЧА призваний у 1933 році. У 1935 році закінчив військове училище, у 1941 році — прискорений курс Військової академії імені М. В. Фрунзе.
Учасник німецько-радянської війни з серпня 1941 року. З листопада 1941 року майор Б. Д. Лев — начальник штабу, а з 10 січня 1942 року — командир 496-го стрілецького полку 148-ї стрілецької дивізії на Брянському фронті. Під час наступу на місто Єлець, коли під мінометним вогнем ворога 2-й батальйон полку зупинився, що загрожувало зривом наступу, особисто очолив батальйон, форсував річку й першим увірвався до міста. У бою за місто Лівни полк під командуванням майора Б. Д. Лева відбив 6 атак супротивника при підтримці танків, а потім потужною контратакою першим увірвався до міста й з боєм досяг південно-західної околиці. За вміле командування полком, як здібний командир, 8 квітня 1942 року призначений командиром 4-го гвардійського стрілецького полку 6-ї гваврдійської стрілецької дивізії.
21 вересня 1943 року підрозділи 4-го гвардійського стрілецького полку у складній бойовій ситуації, при сильній протидії ворожої авіації, першими в дивізії форсували річку Дніпро, а 23 вересня — річку Прип'ять, використавши при цьому виключно підручні засоби.
Указом Президії Верховної Ради СРСР від 16 жовтня 1943 року за зразкове виконання бойових завдань командування на фронті боротьби з німецькими загарбниками та виявлені при цьому відвагу і героїзм, гвардії підполковнику Леву Борису Давидовичу присвоєне звання Героя Радянського Союзу з врученням ордена Леніна і медалі «Золота Зірка» (№ 1237).
На заключному етапі війни полковник Б. Д. Лев командував 309-ю стрілецькою дивізією 74-го стрілецького корпусу 6-ї армії 1-го Українського фронту. Під його командуванням воїни дивізії, прорвавши сильно укріплену оборону супротивника на підступах до міста Бреслау в районі Клеттендорф, на плечах відступаючого ворога увірвались до міста й зав'язали вуличні бої, чим сприяли швидкій капітуляції гарнізону міста.
Після закінчення війни продовжив військову службу. З 1 січня 1966 року — генерал-майор, старший викладач, згодом — доцент кафедри оперативного мистецтва Військової академії імені М. В. Фрунзе. Автор низки наукових праць.
Мешкав у Москві. Помер 20 листопада 1971 року. Похований на Востряковському цвинтарі.

## Нагороди
- Звання Героя Радянського Союзу (16.10.1943)
- ордена Леніна (16.10.1943)
- 3 Ордена Червоного Прапора (10.09.43, 02.09.44, 30.04.54)
- орден Кутузова 2-го ступеня (29.05.45)
- орден Суворова 3-го ступеня (23.09.43)
- 2 Ордена Червоної Зірки (15.07.42, 20.06.49)
- Медаль «Золота Зірка» (№ 1237)